# Flet

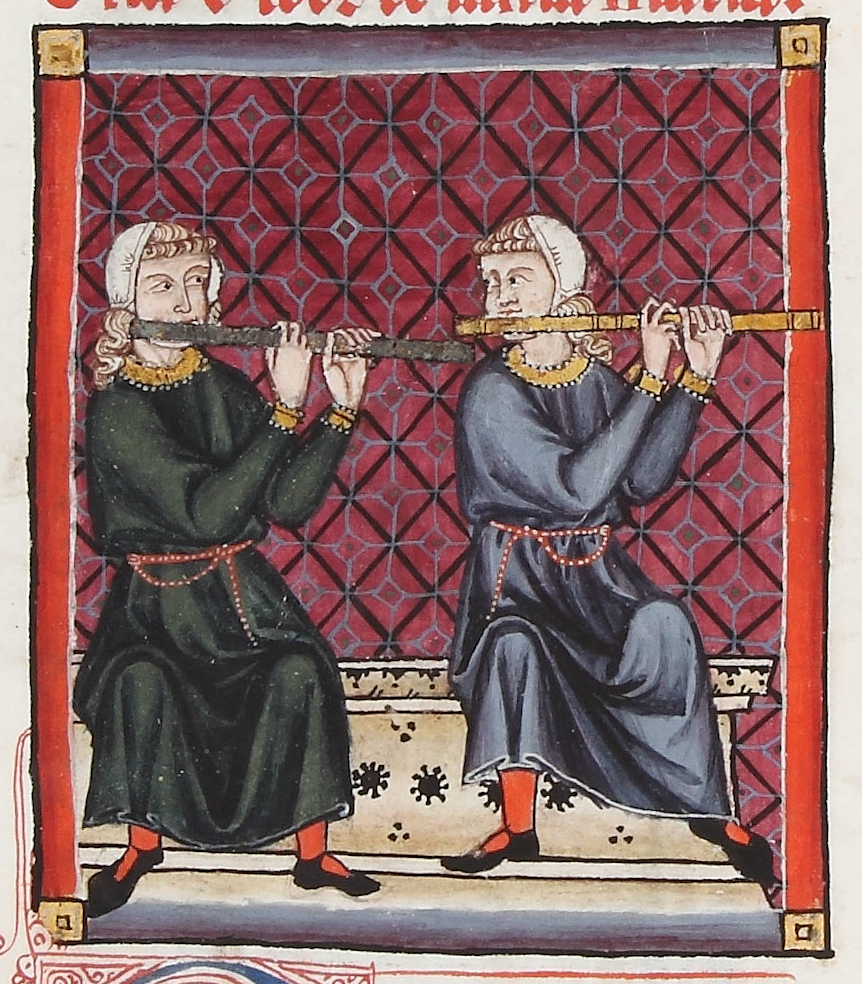
Flety poprzeczne w Cantigas de Santa María

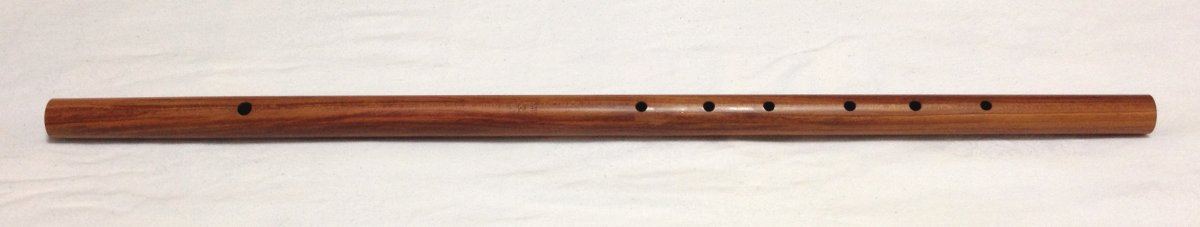
Renesansowy flet poprzeczny

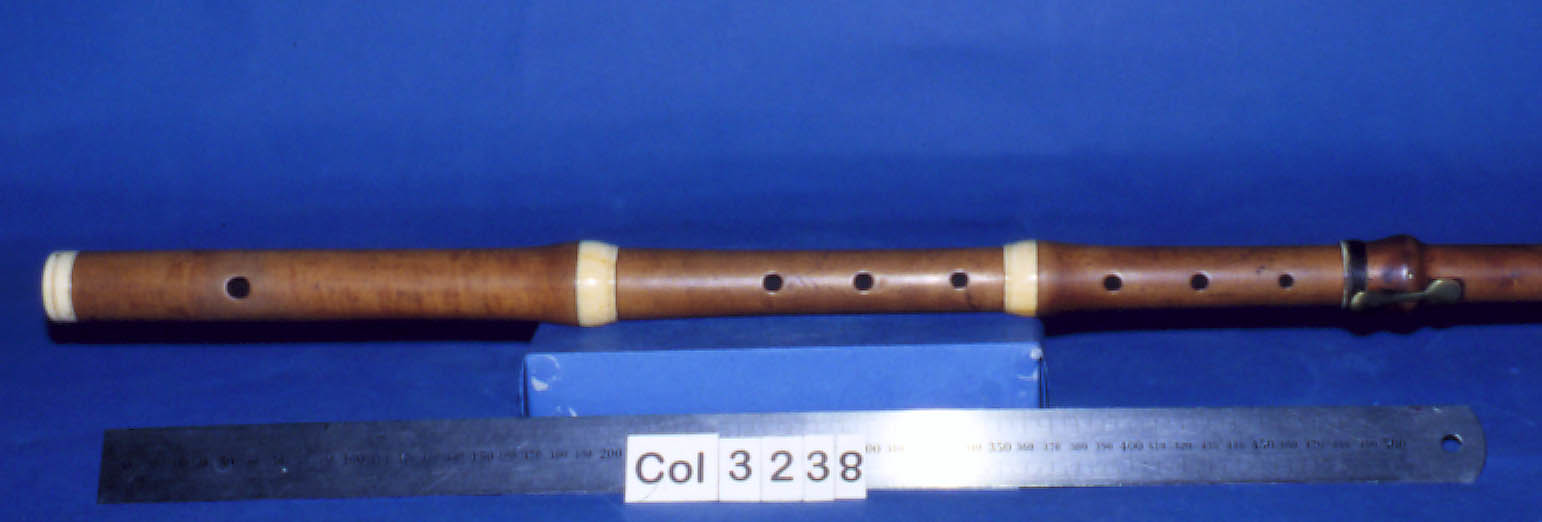
Barokowy flet poprzeczny

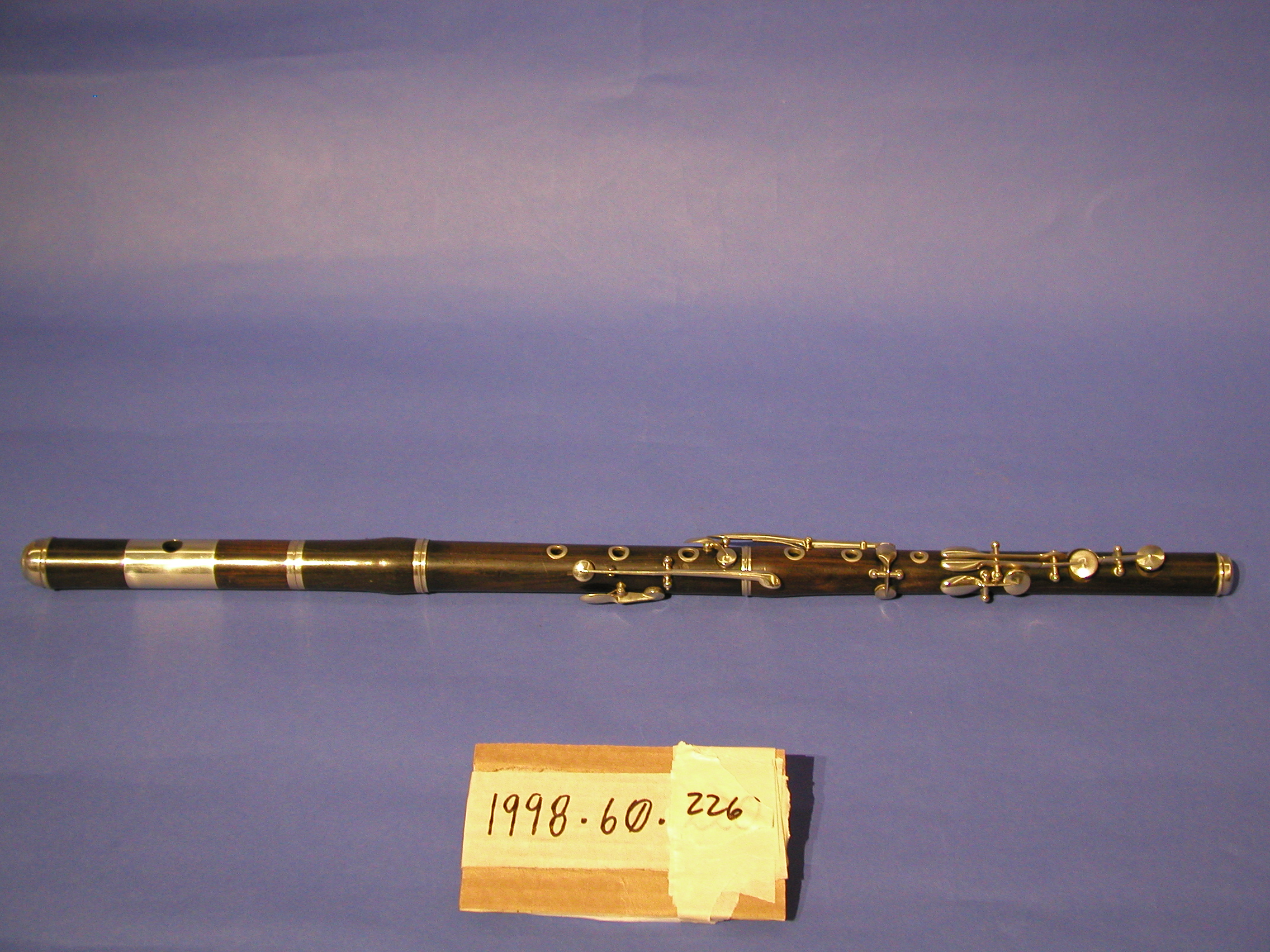
Flet poprzeczny z początku XX w.

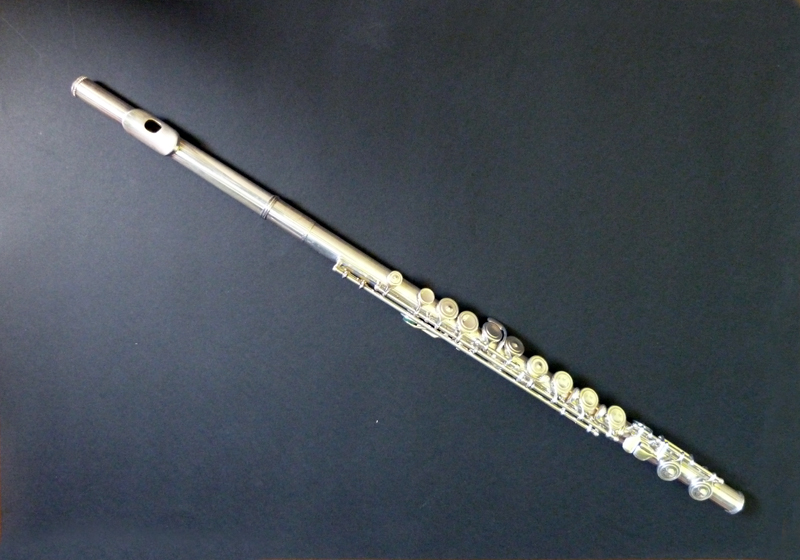
Współczesny koncertowy flet poprzeczny

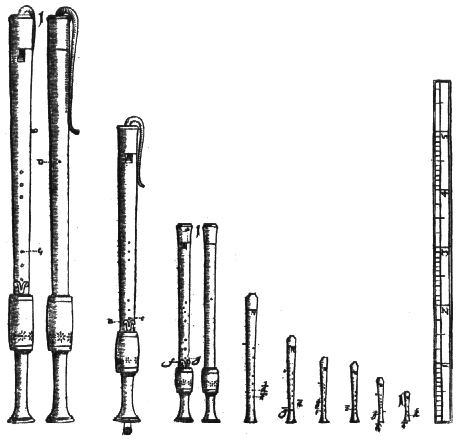
Renesansowe flety proste. Ilustracja z Syntagma musicum Michaela Praetoriusa (1619)

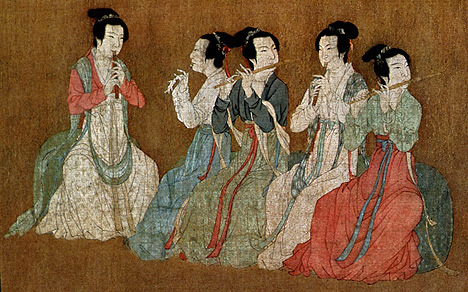
Chińskie kobiety grające na flecie

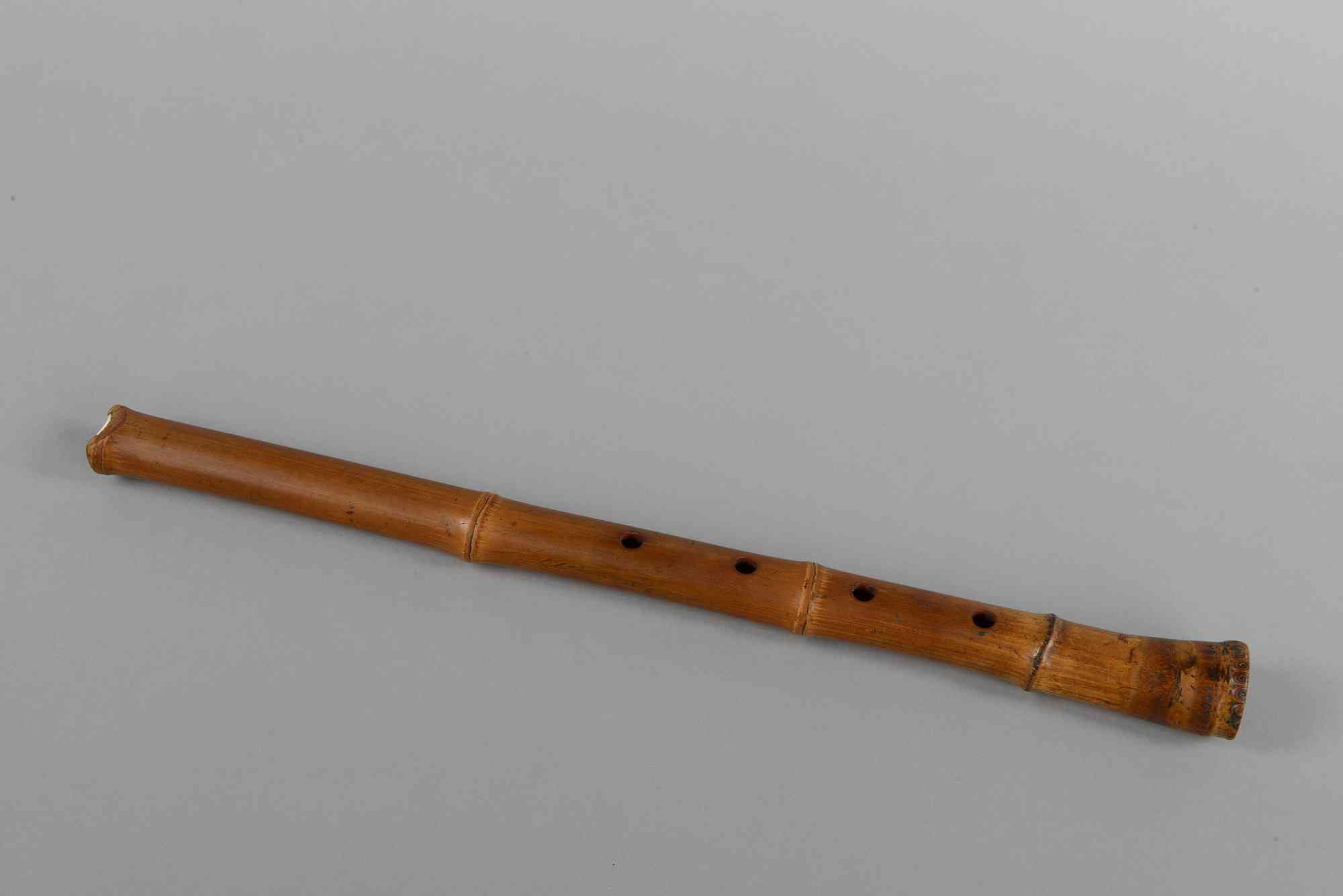
Flet japoński

Flet – instrument dęty drewniany z grupy aerofonów wargowych. Zazwyczaj ma postać cienkiej, pustej w środku rurki (istnieją również flety o innych kształtach, np. okaryna).
Najbardziej znanymi odmianami fletów są flet poprzeczny (mniejszy – flet piccolo), popularny instrument muzyki klasycznej, oraz flet prosty, instrument popularny w muzyce artystycznej do XVIII w., obecnie wykorzystywany do wykonywania muzyki dawnej, muzyki współczesnej pisanej na ten instrument, na zajęciach wychowania muzycznego w szkołach podstawowych, a nawet do leczenia astmy.
Do XVIII w. nazwa „flet” (flauto) oznaczała flet prosty, podczas gdy flet poprzeczny był znany jako traverso.

## Historia
Flet jest instrumentem używanym w wielu formach, miejscach i kulturach na świecie od czasów prehistorycznych.
Flet o długości 18,7 cm, z trzema otworami, zrobiony z kła mamuta (odnaleziony w 2004 w jaskini w Szwabii w pobliżu Ulm), datowany na 30–37 tys. lat. Dwa flety zrobione z łabędzich kości zostały odkopane w tej samej jaskini dekadę wcześniej i są datowane na około 36 tys. lat. Zalicza się je do najstarszych znanych instrumentów.
Biblia (Księga Rodzaju 4,21) pisze o Jubalu jako ojcu tych wszystkich, którzy grają na ugab i kinnor (ugab to termin hebrajski oznaczający instrument dęty, a kinor – strunowy). Tak więc Jubal jest tradycyjnie uważany za wynalazcę fletu.
Pierwszy flet znaleziony w Chinach (w prowincji Henan) szacuje się na ok. 9000 p.n.e.
Najstarszy flet poprzeczny, typu chi (篪), znaleziono w grobie markiza Yi z Zeng w miejscowości Suizhou, w chińskiej prowincji Hubei. Jest on datowany na 433 p.n.e. (późna dynastia dynastia Zhou). Został wykonany z lakierowanego bambusa z zamkniętymi końcami. Flety chi są również wzmiankowane przez wcześniejszych autorów (Księga Pieśni w edycji Konfucjusza).
Flet poprzeczny był popularnym instrumentem w średniowieczu. W XI-wiecznej kopii z modlitewnika św. Grzegorza z Nazjanzu, którego oryginał pochodzi z IX wieku, znajduje się rysunek pasterza grającego na flecie poprzecznym. W następnych wiekach flet pojawiał się często w ikonografii świeckiej i kościelnej. Flet stał się częstym atrybutem anioła, prawdopodobnie ze względu na „niebiańskie” brzmienie. Występuje także w ikonografii militarnej, obok bębnów i trąb. Analiza obrazów o charakterze świeckim pokazuje, że flet poprzeczny oraz flet prosty był instrumentem dworskim obok lutni, harfy i rebec.
Około 1360 poeta Guillaume de Machaut w jednym ze swych pism wyjaśniał różnice pomiędzy fletem prostym a poprzecznym. W tym samym czasie Eustache Deschamps w swych pismach sugerował, że flet jednakowo nadaje się do wykonywania muzyki dworskiej, jak i militarnej.

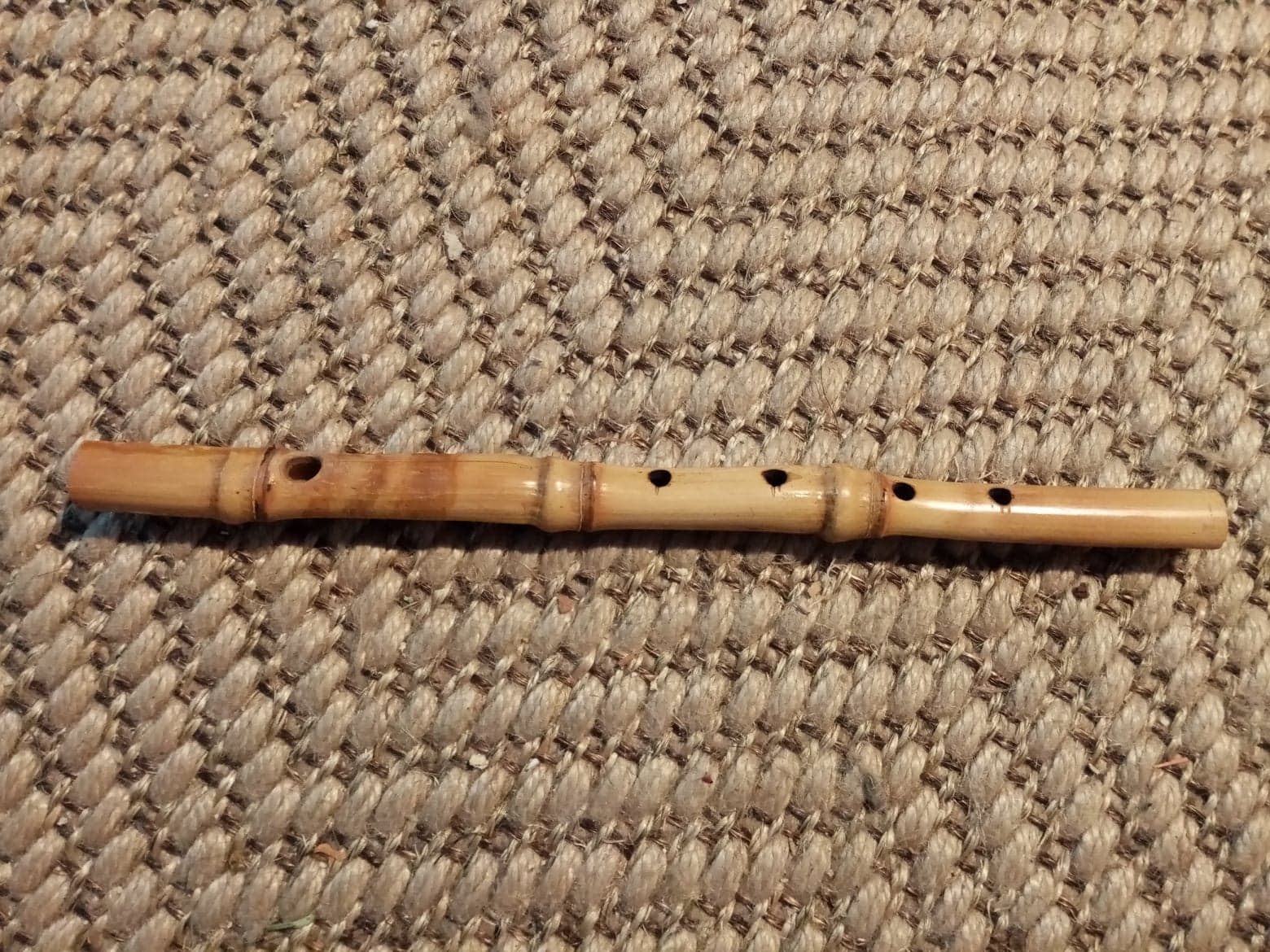
Flet poprzeczny z bambusa

W 1533 Pierre Attaingnant w Paryżu opublikował dwie kolekcje 58 pieśni. Większość z nich przeznaczona jest na flet poprzeczny, inne na flet prosty lub na oba instrumenty. W 1600 Aurelio Virgiliano w swym Il Dolcimelo zawiera kilka ricercarów na „flet [prosty], cynk, skrzypce, traverso lub inne instrumenty”. Są to pierwsze znane solowe kompozycje na flet. W 1702 Michel de La Barre skomponował Pieces pour la flûte traversière avec la basse-continue – jest to pierwsza barokowa kompozycja na flet. W 1707 Jacques-Martin Hotteterre opublikował pierwszy podręcznik gry na flecie Principes de la flûte traversière. W roku 1740 Fryderyk Wielki, zamiłowany flecista amator, został królem Prus. W 1779 zaczął karierę jako cudowne dziecko niewidomy Friedrich Ludwig Dülon, pierwszy wirtuoz fletu. W tym samym czasie powstało wiele solowych utworów na flet pisanych przez kompozytorów klasycystycznych. Pod koniec XVIII wieku w paryskim konserwatorium nauczało pięciu profesorów gry i kompozycji na flet. W wieku XIX popularność fletu zaczęła nabierać rozmiaru manii, co może przypominać popularność gitary w latach sześćdziesiątych XX wieku. Flet stał się ważnym instrumentem amatorskim, zajął też stałe miejsce w orkiestrze i jako instrument solowy. Wirtuozami instrumentu zostali m.in.: Ludwig Dülon, Charles Nicholson, Theobald Böhm, Caspar Fürstenau, Joseph Richardson, Adolphe Hennebains.

## Zastosowanie
W XX i XXI wieku flet utrzymuje swoją popularność w muzyce poważnej. Szczególnie wraz z odkrywaniem muzyki średniowiecza, renesansu i baroku (do wykonywania której używa się kopii fletów prostych i poprzecznych z epoki) staje się jeszcze bardziej popularny.
Zostaje także, choć w dość ograniczonym zakresie, zaadaptowany jako instrument jazzowy. Pierwszym znanym jazzowym flecistą był Wayman Carver z orkiestry Chicka Webba. Inni znani fleciści jazzowi to Tony Scott, Herbie Mann, Hubert Laws i Jerome Richardson.
Także w rocku, szczególnie w progresywnym, flet stał się popularnym i ważnym instrumentem. W stałym składzie instrumentalnym posiadają go takie grupy i soliści jak Genesis (Peter Gabriel), Jethro Tull (Ian Anderson), Focus (Thijs Van Leer), Gryphon, Gong, Renaissance, Mike Oldfield i inne.